# Ernst Gustav Zaddach
Ernst Gustav Zaddach (* 7. Juni 1817 in Danzig; † 5. Juni 1881 in Königsberg) war ein deutscher Zoologe, Entomologe und Geologe.
Zaddach studierte Zoologie in Berlin (bei Johannes Müller, Christian Gottfried Ehrenberg) und Bonn (bei Ludolf Christian Treviranus und August Goldfuß), wo er 1841 promoviert wurde (mit dem Thema De Apodis cancriformis Schaeffer, anatome et historia evolutioni). Er war ab 1841 Lehrer der Naturwissenschaften am Friedrichskolleg in Königsberg, wo er nach der Habilitation 1844 auch Zoologie an der Universität lehrte, 1853 außerordentlicher Professor für Zoologie wurde und 1863 ordentlicher Professor. 1862 wurde er Direktor des Zoologischen Museums. Dort baute er auch einen Saal mit Sammelstücken aus Ostpreußen auf.
Im Gegensatz zu seinen Vorgängern als Zoologie-Professoren in Königsberg, Karl Ernst von Baer und Martin Heinrich Rathke, die einen Schwerpunkt in der Anatomie setzten, war er mehr beschreibender Naturforscher.
Er befasste sich mit Krebstieren, unter anderem beschrieb er als Erster den Blutkreislauf in niederen Krebstieren, und als Entomologe mit Köcherfliegen und Blattwespen (sein Hauptwerk befasste sich mit Blatt- und Holzwespen). Als Geologe befasste er sich mit dem Tertiär der Ostseeküste (Samland) und deren Bernsteinvorkommen, wobei es ihm auch um wirtschaftliche Ausbeutung ging. Zu der Erkundung der Bernsteinvorkommen in Westpreußen und Pommern erhielt er 1868 sogar offiziell einen Auftrag des preußischen Handelsministeriums.

## Schriften
- Synopsis crustaceorum prussicorum prodromus. Königsberg 1844
- Untersuchung über die Entwickelung und den Bau der Gliederthiere. Band I: Die Entwicklung des Phryganideneies. Reimer, Berlin 1854
- Beschreibung neuer oder wenig bekannter Blattwespen (Tenthredinidae) auf dem Gebiete der preussischen Fauna. Königsberg 1859
- Ueber die Bernstein- und Braunkohlenlager des Samlandes. 1860
- Heinrich Rathke. Eine Gedächtnisrede, gehalten an der Königl. physikalisch-ökonomischen Gesellschaft zu Königsberg am 21. Dezember 1860. In: Neue Preußische Provinzial-Blätter. Band 6, Königsberg 1860, S. 271–312.
- mit Carl Gustav Alexander Brischke: Beobachtungen über die Arten der Blatt- und Holzwespen., 2 Bände, Danzig 1883, 1884 (erst nach seinem Tod erschienen und von Brischke herausgegeben)
- Das Tertiärgebirge des Samlandes. 1868
- Beobachtungen über das Vorkommen des Bernsteins und die Ausdehnung des Tertiärgebirges in Westpreussen und Pommern. Königsberg 1869